# Rotary Gardens
El Jardines Rotario, en inglés: Rotary Gardens, es un jardín botánico de 15 acres (61,000 m²) de extensión que se encuentra en Janesville, Wisconsin. 
Está administrado por los Rotarios.

## Localización
Rotary Gardens, 1455 Palmer Drive, Janesville, Rock county, Wisconsin 53545 United States of America-Estados Unidos de América
Planos y vistas satelitales.42°41′2″N 89°0′59″O / 42.68389, -89.01639
Los jardines son de acceso libre al público en general.

## Historia
El jardín botánico del Rotary es otro de los proyectos de servicio a la comunidad que ha sido apoyado con el dinero y el tiempo de voluntarios del Rotary Club tal como Bob Yahr. 
En 1988, la zona situada entre "Lions Beach" y "Kiwanis Pond" fue cubierta con escombros y acotado como un circuito BMX para bicicletas todo terreno.
La idea original de Bob Yahr era limpiar la zona encharcada y la zona de los alrededores como proyecto del club rotario, pero madurando su proyecto dio como resultado el ambicioso Rotary Gardens de Janesville.
En el 2002 se terminaron el nuevo edificio de horticultura y el "Parker Educational Center" (ampliación del "Rath Enviornmental Center") lo que ha aumentado sus capacidades para impartir programas medioambientales para adultos y jóvenes. 

## Colecciones

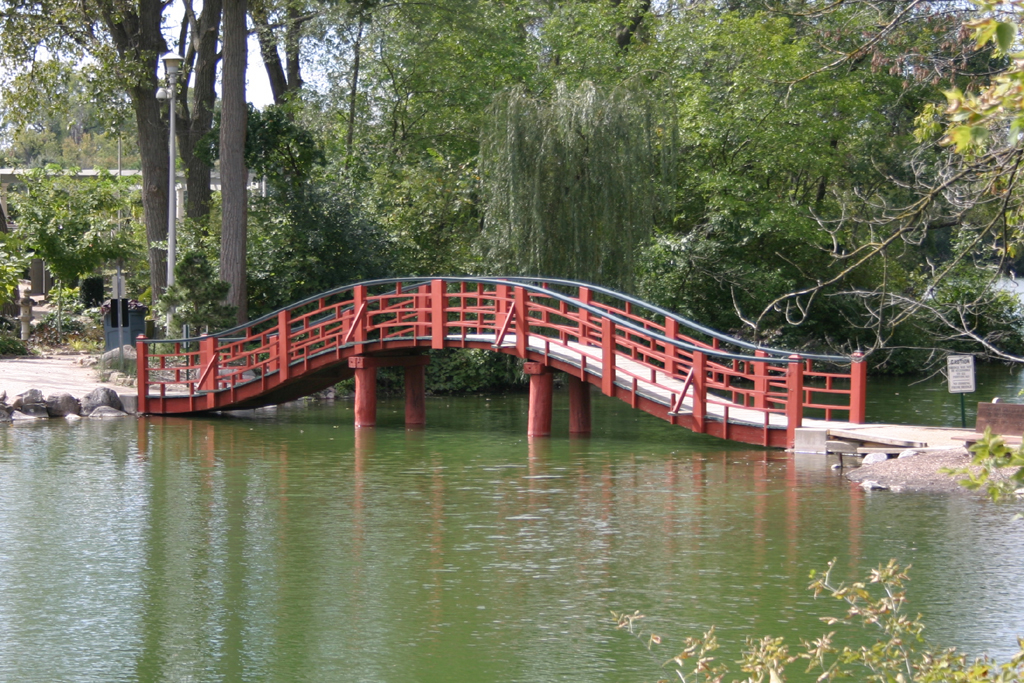
Puente en el jardín rotario.

Este jardín botánico presenta 18 jardines temáticos, tales como los jardines de estilo, italiano, casa de campo inglesa, japoneses, escoceses, o franceses. También, unos de los pocos jardines de helechos y de musgo que podemos encontrar en los Estados Unidos, así como jardines de sombra, pradera y arbolado. 
El jardín incluye 1008 taxones (3.032 especímenes) de plantas de porte arbóreo (árboles, arbustos, vides); 2.112 taxones (6.185 especímenes) de perennes; 928 taxones (350.000 bulbos totales, no incluyendo tulipanes) de bulbos; y 500 taxa anuales (que hacen un promedio de 75.000 plantas/year) para un total corriente de 4548 taxones (y de crecimiento) de plantaciones estacionales.

## Plantaciones
La colecciones permanentes incluyen:
- Alliums - 54 variedades, spring/early summer blooming
- Narcissus - 300+ variedades, están representadas las 13 divisiones
- Iris - 60+ variedades
- Lirios de un día - 300+ variedades
- Hostas - 200+ varieties
- Helechos - 250+ variedades en 2004
- Rosas - 100+ variedades, ( AARS Award Winners )
- Plantas de bulbo - 900+ variedades

Las colecciones estacionales incluyen:
- Plantas Anuales no comunes - 1400+ variedades, 1999-2004
- Tulipanes - 500 variedades, 2002-2003
- Amaranthus - 85 variedades, 2002
- Cañas de indias - 116 variedades, 2003
- Convolvulaceae - 40 variedades, 2003
- Girasoles - 150 variedades, 2003
- Zinnias - 154 variedades, 2004
- All-America Selections - 170+ variedades, 2004